# Sant Crist de Balasc
El Sant Crist de Balasc és una petita església de Santa Susanna (Maresme).

## Descripció
Capelleta situada a les hortes baixes de Santa Susanna, a la banda de mar de la carretera del Maresme. Probablement va ser construïda després de la guerra civil; anteriorment devia existir una capelleta al mateix indret, ja que els temples existents al terme, la capella de Santa Susanna i l'església parroquial nova de Santa Eulàlia es troben lluny de la plana baixa.
Es una construcció petita amb teulada a doble vessant i campanar d'espadanya d'un sol ull. A la façana principal s'obre una porta d'arc apuntat. El ràfec de la teulada està decorat amb una cornisa de dents de serra que recorre tot l'edifici.
A l'interior hi ha quatre esglaons on es posen els rams de flors que es donen com ofrena al Sant Crist, representat amb una gran escultura a la paret.